# Tignish-Palmer Road
Pour les articles homonymes, voir Tignish et Palmer.
Circonscription électorale provinciale du Canada
Tignish-Palmer Road est une circonscription électorale provinciale de l'Île-du-Prince-Édouard (Canada). La circonscription est créée en 1996 à partir de portions des circonscriptions de 1er Prince. Elle porte en fait le nom Tignish-DeBlois jusqu'en 2007.

## Liste des députés
| Tignish-Palmer Road                         | Tignish-Palmer Road | Tignish-Palmer Road       | Tignish-Palmer Road | Tignish-Palmer Road | Tignish-Palmer Road |
| Nom                                         | Nom                 | Parti                     | Mandat              | Législature         |                     |
| ------------------------------------------- | ------------------- | ------------------------- | ------------------- | ------------------- | ------------------- |
| Pour la période 1873-1996, voir 1er Prince. |                     |                           |                     |                     |                     |
|                                             | Bobby Morrissey     | Libéral                   | 1996 - 2000         | 60e                 |                     |
|                                             | Gail Shea           | Progressiste-conservateur | 2000 - 2003         | 61e                 |                     |
|                                             | Gail Shea           | Progressiste-conservateur | 2003 - 2007         | 62e                 |                     |
|                                             | Neil LeClair        | Libéral                   | 2007 - 2011         | 63e                 |                     |
|                                             | Hal Perry           | Progressiste-conservateur | 2011 - 2015         | 64e                 |                     |
|                                             | Hal Perry           | Libéral                   | 2011 - 2015         | 64e                 |                     |
|                                             | Hal Perry           | 2015 - 2019               | 65e                 |                     |                     |
|                                             | Hal Perry           | 2019 - 2023               | 66e                 |                     |                     |
|                                             | Hal Perry           | 2023 - en cours           | 67e                 |                     |                     |

## Géographie
La circonscription comprend le village de Tignish.